# Posso (Titao)
Pour les articles homonymes, voir Posso.
Posso est une localité située dans le département de Titao de la province du Loroum dans la région Nord au Burkina Faso.

## Géographie
Le village de Posso est situé à 34km au Nord-ouest de Titao. Il est frontalier avec les villages de Lossa commune de Banh[réf. souhaitée].

## Démographie
Lors du recensement de 2006, on y a dénombré 2 014 habitants. 

## Santé et éducation
La première école primaire publique a été ouverte en 1983 avec 3 classes à recrutement biennal.[réf. souhaitée]